# Ihithe
Ihithe è un villaggio situato nella provincia centrale del Kenya, nella contea del Nyeri. 

## Agricoltura
L'agricoltura locale si basa principalmente su caffè, tè e mais